# Gran Premio motociclistico di Gran Bretagna 2010
Il Gran Premio motociclistico di Gran Bretagna 2010 corso il 20 giugno, è stato il quinto Gran Premio della stagione 2010. La gara si è disputata sul circuito di Silverstone, l'ultima volta che si corse su questo circuito risaliva alla stagione 1986.

## Prove e Qualifiche

### Classe 125
Le prime sessioni di prove sono state dominate da Marc Márquez (Derbi) e Bradley Smith (Aprilia), mentre la pole position è andata a Marc Márquez (Derbi).
Risultati dopo le qualifiche:
- 1 =  Marc Márquez - Derbi 2'14"667
- 2 =  Bradley Smith - Aprilia 2'14"966
- 3 =  Pol Espargaró - Derbi 2'15"112

### Moto2
Nelle prime sessioni di prove il più veloce è stato Shōya Tomizawa (Suter) e Claudio Corti (Suter), mentre la pole è andata a Claudio Corti (Suter).
Risultati dopo le qualifiche:
- 1 =  Claudio Corti - Suter 2'09"624
- 2 =  Jules Cluzel - Suter 2'10"037
- 3 =  Stefan Bradl - Suter 2'10"413

### MotoGP
Nelle sessioni di prove il pilota più veloce è stato Jorge Lorenzo (Yamaha) (2'05"991), seguito da Casey Stoner su Ducati e Andrea Dovizioso (Honda). Nella seconda sessione il migliore è Dani Pedrosa (Honda) (2'04"944)   seguito da Randy de Puniet (Honda) e Jorge Lorenzo.
| Pos | Nº | Pilota           | Tempo    |
| --- | -- | ---------------- | -------- |
| 1   | 99 | Jorge Lorenzo    | 2'03"308 |
| 2   | 14 | Randy de Puniet  | 2'03"434 |
| 3   | 26 | Dani Pedrosa     | 2'03"586 |
| 4   | 4  | Andrea Dovizioso | 2'03"995 |
| 5   | 69 | Nicky Hayden     | 2'04"332 |
| 6   | 27 | Casey Stoner     | 2'04"394 |
| 7   | 11 | Ben Spies        | 2'04"477 |
| 8   | 33 | Marco Melandri   | 2'04"555 |
| 9   | 58 | Marco Simoncelli | 2'04"868 |
| 10  | 5  | Colin Edwards    | 2'05"035 |
| 11  | 40 | Héctor Barberá   | 2'05"354 |
| 12  | 7  | Hiroshi Aoyama   | 2'05"712 |
| 13  | 41 | Aleix Espargaró  | 2'05"748 |
| 14  | 65 | Loris Capirossi  | 2'05"821 |
| 15  | 19 | Álvaro Bautista  | 2'06"607 |
| 16  | 36 | Mika Kallio      | 2'06"980 |

## Gara

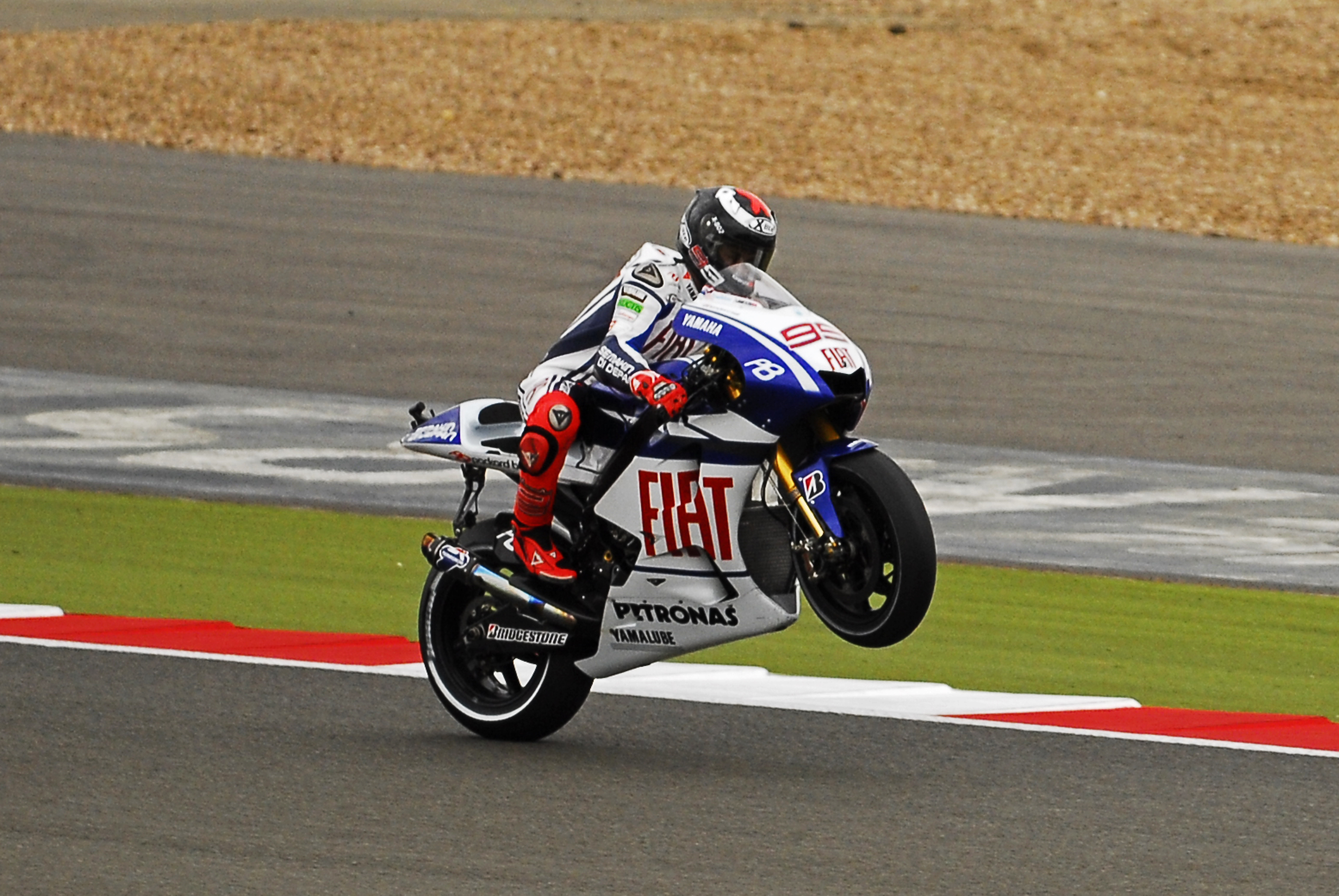
Lorenzo, vincitore della gara della classe MotoGP

### MotoGP
Hiroshi Aoyama, qualificatosi in dodicesima posizione, non parte a causa della frattura della dodicesima vertebra dorsale rimediata nel warm up. Valentino Rossi è assente a causa dell'infortunio rimediato in Italia.

#### Arrivati al traguardo
| Pos | Nº | Pilota           | Squadra                 | Motocicletta | Giri | Tempo     | Griglia | Punti |
| --- | -- | ---------------- | ----------------------- | ------------ | ---- | --------- | ------- | ----- |
| 1   | 99 | Jorge Lorenzo    | Fiat Yamaha             | Yamaha       | 20   | 41:34.083 | 1       | 25    |
| 2   | 4  | Andrea Dovizioso | Repsol Honda            | Honda        | 20   | +6.743    | 4       | 20    |
| 3   | 11 | Ben Spies        | Monster Yamaha Tech 3   | Yamaha       | 20   | +7.097    | 7       | 16    |
| 4   | 69 | Nicky Hayden     | Ducati Team             | Ducati       | 20   | +7.314    | 5       | 13    |
| 5   | 27 | Casey Stoner     | Ducati Team             | Ducati       | 20   | +7.494    | 6       | 11    |
| 6   | 14 | Randy de Puniet  | LCR Honda               | Honda        | 20   | +9.055    | 2       | 10    |
| 7   | 58 | Marco Simoncelli | San Carlo Honda Gresini | Honda        | 20   | +14.425   | 9       | 9     |
| 8   | 26 | Daniel Pedrosa   | Repsol Honda            | Honda        | 20   | +15.313   | 3       | 8     |
| 9   | 5  | Colin Edwards    | Monster Yamaha Tech 3   | Yamaha       | 20   | +27.954   | 10      | 7     |
| 10  | 41 | Aleix Espargaró  | Pramac Racing           | Ducati       | 20   | +42.394   | 13      | 6     |
| 11  | 40 | Héctor Barberá   | Paginas Amarillas Aspar | Ducati       | 20   | +43.365   | 11      | 5     |
| 12  | 19 | Álvaro Bautista  | Rizla Suzuki            | Suzuki       | 20   | +43.408   | 15      | 4     |
| 13  | 36 | Mika Kallio      | Pramac Racing           | Ducati       | 20   | +43.580   | 16      | 3     |

#### Ritirati
| Nº | Pilota          | Squadra                 | Motocicletta | Giri | Griglia |
| -- | --------------- | ----------------------- | ------------ | ---- | ------- |
| 65 | Loris Capirossi | Rizla Suzuki            | Suzuki       | 13   | 14      |
| 33 | Marco Melandri  | San Carlo Honda Gresini | Honda        | 0    | 8       |

#### Non partito
| Nº | Pilota         | Squadra           | Motocicletta | Griglia |
| -- | -------------- | ----------------- | ------------ | ------- |
| 7  | Hiroshi Aoyama | Interwetten Honda | Honda        | 12      |

### Moto2
Yannick Guerra e Mashel Al Naimi, infortunati, vengono sostituiti rispettivamente da Xavier Siméon e Anthony Delhalle. In questo classe corre solo Kev Coghlan su FTR con lo status di wildcard. Alex De Angelis si infortuna durante le prove e non prende parte alle qualifiche ed alla gara.

#### Arrivati al traguardo
| Pos | Nº | Pilota              | Squadra                    | Motocicletta | Giri | Tempo     | Griglia | Punti |
| --- | -- | ------------------- | -------------------------- | ------------ | ---- | --------- | ------- | ----- |
| 1   | 16 | Jules Cluzel        | Forward Racing             | Suter        | 18   | 39:19.472 | 2       | 25    |
| 2   | 12 | Thomas Lüthi        | Interwetten Moriwaki       | Moriwaki     | 18   | +0.057    | 9       | 20    |
| 3   | 60 | Julián Simón        | Mapfre Aspar               | Suter        | 18   | +0.322    | 4       | 16    |
| 4   | 45 | Scott Redding       | Marc VDS Racing            | Suter        | 18   | +0.520    | 12      | 13    |
| 5   | 6  | Alex Debón          | Aeroport de Castello - Ajo | FTR          | 18   | +5.271    | 17      | 11    |
| 6   | 48 | Shōya Tomizawa      | Technomag-CIP              | Suter        | 18   | +5.377    | 11      | 10    |
| 7   | 63 | Mike Di Meglio      | Mapfre Aspar               | Suter        | 18   | +5.484    | 31      | 9     |
| 8   | 19 | Xavier Siméon       | Holiday Gym G22            | Moriwaki     | 18   | +5.709    | 6       | 8     |
| 9   | 77 | Dominique Aegerter  | Technomag-CIP              | Suter        | 18   | +10.240   | 13      | 7     |
| 10  | 24 | Toni Elías          | Gresini Racing             | Moriwaki     | 18   | +10.411   | 18      | 6     |
| 11  | 10 | Fonsi Nieto         | Holiday Gym G22            | Moriwaki     | 18   | +10.701   | 10      | 5     |
| 12  | 29 | Andrea Iannone      | Fimmco Speed Up            | Speed Up     | 18   | +10.741   | 16      | 4     |
| 13  | 14 | Ratthapark Wilairot | Thai Honda PTT Singha SAG  | Bimota       | 18   | +10.959   | 24      | 3     |
| 14  | 41 | Arne Tode           | Racing Team Germany        | Suter        | 18   | +16.062   | 8       | 2     |
| 15  | 40 | Sergio Gadea        | Tenerife 40 Pons           | Pons Kalex   | 18   | +16.161   | 22      | 1     |
| 16  | 59 | Niccolò Canepa      | RSM Team Scot              | Force GP210  | 18   | +24.118   | 26      |       |
| 17  | 8  | Anthony West        | MZ Racing                  | MZ-RE Honda  | 18   | +29.563   | 33      |       |
| 18  | 72 | Yūki Takahashi      | Tech 3 Racing              | Tech 3       | 18   | +29.952   | 38      |       |
| 19  | 61 | Vladimir Ivanov     | Gresini Racing             | Moriwaki     | 18   | +30.218   | 34      |       |
| 20  | 52 | Lukáš Pešek         | Matteoni CP Racing         | Moriwaki     | 18   | +31.289   | 25      |       |
| 21  | 9  | Kenny Noyes         | Jack & Jones by A.Banderas | Promoharris  | 18   | +31.423   | 23      |       |
| 22  | 54 | Kev Coghlan         | Monlau Joey Darcey         | FTR          | 18   | +31.715   | 30      |       |
| 23  | 80 | Axel Pons           | Tenerife 40 Pons           | Pons Kalex   | 18   | +31.819   | 20      |       |
| 24  | 44 | Roberto Rolfo       | Italtrans S.T.R.           | Suter        | 18   | +35.447   | 27      |       |
| 25  | 76 | Bernat Martínez     | Maquinza-SAG               | Bimota       | 18   | +35.851   | 28      |       |
| 26  | 53 | Valentin Debise     | WTR San Marino             | ADV          | 18   | +42.924   | 39      |       |
| 27  | 39 | Robertino Pietri    | Italtrans S.T.R.           | Suter        | 18   | +51.566   | 29      |       |
| 28  | 35 | Raffaele De Rosa    | Tech 3 Racing              | Tech 3       | 18   | +56.529   | 36      |       |
| 29  | 21 | Vladimir Leonov     | Vector Kiefer Racing       | Suter        | 18   | +58.361   | 40      |       |
| 30  | 71 | Claudio Corti       | Forward Racing             | Suter        | 18   | +1:18.671 | 1       |       |

#### Non classificato
| Nº | Pilota     | Squadra                    | Motocicletta | Giri | Tempo     | Griglia |
| -- | ---------- | -------------------------- | ------------ | ---- | --------- | ------- |
| 5  | Joan Olivé | Jack & Jones by A.Banderas | Promoharris  | 18   | +2:44.369 | 35      |

#### Ritirati
| Nº | Pilota           | Squadra                      | Motocicletta | Giri | Griglia |
| -- | ---------------- | ---------------------------- | ------------ | ---- | ------- |
| 68 | Yonny Hernández  | Blusens-STX                  | BQR-Moto2    | 17   | 5       |
| 25 | Alex Baldolini   | Caretta Technology Race Dept | I.C.P.       | 17   | 7       |
| 17 | Karel Abraham    | Cardion AB Motoracing        | FTR          | 17   | 14      |
| 55 | Héctor Faubel    | Marc VDS Racing              | Suter        | 17   | 32      |
| 75 | Mattia Pasini    | JIR Moto2                    | MotoBi       | 16   | 21      |
| 2  | Gábor Talmácsi   | Fimmco Speed Up              | Speed Up     | 15   | 19      |
| 96 | Anthony Delhalle | Blusens-STX                  | BQR-Moto2    | 13   | 37      |
| 3  | Simone Corsi     | JIR Moto2                    | MotoBi       | 1    | 15      |
| 65 | Stefan Bradl     | Viessmann Kiefer Racing      | Suter        | 1    | 3       |

#### Non partito
| Nº | Pilota          | Squadra       | Motocicletta | Griglia |
| -- | --------------- | ------------- | ------------ | ------- |
| 15 | Alex De Angelis | RSM Team Scot | Force GP210  | 41      |

### Classe 125
In questa classe vengono assegnate cinque wildcard, che vanno a: Danny Kent su Aprilia; Taylor Mackenzie, James Lodge, Deane Brown e Andrew Reid su Honda.

#### Arrivati al traguardo
| Pos | Nº | Pilota               | Squadra                       | Motocicletta | Giri | Tempo     | Griglia | Punti |
| --- | -- | -------------------- | ----------------------------- | ------------ | ---- | --------- | ------- | ----- |
| 1   | 93 | Marc Márquez         | Red Bull Ajo Motorsport       | Derbi        | 17   | 38:12.837 | 1       | 25    |
| 2   | 44 | Pol Espargaró        | Tuenti Racing                 | Derbi        | 17   | +2.576    | 3       | 20    |
| 3   | 38 | Bradley Smith        | Bancaja Aspar                 | Aprilia      | 17   | +13.446   | 2       | 16    |
| 4   | 40 | Nicolás Terol        | Bancaja Aspar                 | Aprilia      | 17   | +17.117   | 4       | 13    |
| 5   | 71 | Tomoyoshi Koyama     | Racing Team Germany           | Aprilia      | 17   | +35.641   | 7       | 11    |
| 6   | 11 | Sandro Cortese       | Avant Mitsubishi Ajo          | Derbi        | 17   | +39.184   | 11      | 10    |
| 7   | 35 | Randy Krummenacher   | Stipa-Molenaar Racing GP      | Aprilia      | 17   | +39.258   | 10      | 9     |
| 8   | 14 | Johann Zarco         | WTR San Marino                | Aprilia      | 17   | +39.949   | 5       | 8     |
| 9   | 12 | Esteve Rabat         | Blusens-STX                   | Aprilia      | 17   | +40.510   | 6       | 7     |
| 10  | 99 | Danny Webb           | Andalucia Cajasol             | Aprilia      | 17   | +50.287   | 8       | 6     |
| 11  | 7  | Efrén Vázquez        | Tuenti Racing                 | Derbi        | 17   | +1:03.503 | 9       | 5     |
| 12  | 23 | Alberto Moncayo      | Andalucia Cajasol             | Aprilia      | 17   | +1:04.065 | 12      | 4     |
| 13  | 53 | Jasper Iwema         | CBC Corse                     | Aprilia      | 17   | +1:07.148 | 14      | 3     |
| 14  | 15 | Simone Grotzkyj      | Fontana Racing                | Aprilia      | 17   | +1:07.591 | 15      | 2     |
| 15  | 94 | Jonas Folger         | Ongetta Team                  | Aprilia      | 17   | +1:07.601 | 24      | 1     |
| 16  | 26 | Adrián Martín        | Aeroport de Castello - Ajo    | Aprilia      | 17   | +1:08.045 | 17      |       |
| 17  | 78 | Marcel Schrötter     | Interwetten Honda             | Honda        | 17   | +1:12.472 | 20      |       |
| 18  | 50 | Sturla Fagerhaug     | AirAsia - Sepang Int. Circuit | Aprilia      | 17   | +1:16.933 | 16      |       |
| 19  | 69 | Louis Rossi          | CBC Corse                     | Aprilia      | 17   | +1:38.139 | 19      |       |
| 20  | 84 | Jakub Kornfeil       | Racing Team Germany           | Aprilia      | 17   | +1:41.224 | 21      |       |
| 21  | 32 | Lorenzo Savadori     | Matteoni CP Racing            | Aprilia      | 17   | +1:41.416 | 23      |       |
| 22  | 60 | Michael van der Mark | Lambretta Reparto Corse       | Lambretta    | 17   | +1:42.313 | 25      |       |
| 23  | 87 | Luca Marconi         | Ongetta Team                  | Aprilia      | 17   | +1:42.642 | 28      |       |
| 24  | 75 | Deane Brown          | Colin Appleyard/Macadam Raci  | Honda        | 16   | +1 giro   | 26      |       |

#### Ritirati
| Nº | Pilota              | Squadra                       | Motocicletta | Giri | Griglia |
| -- | ------------------- | ----------------------------- | ------------ | ---- | ------- |
| 73 | Taylor Mackenzie    | KRP                           | Honda        | 16   | 27      |
| 63 | Zulfahmi Khairuddin | AirAsia - Sepang Int. Circuit | Aprilia      | 11   | 22      |
| 52 | Danny Kent          | Aztec Grand Prix              | Honda        | 11   | 29      |
| 74 | James Lodge         | RS Earnshaws Motorcycles      | Honda        | 8    | 31      |
| 5  | Alexis Masbou       | Ongetta Team                  | Aprilia      | 5    | 18      |
| 39 | Luis Salom          | Stipa-Molenaar Racing GP      | Aprilia      | 4    | 13      |
| 72 | Marco Ravaioli      | Lambretta Reparto Corse       | Lambretta    | 4    | 30      |

#### Non qualificato
| Nº | Pilota      | Squadra          | Motocicletta |
| -- | ----------- | ---------------- | ------------ |
| 77 | Andrew Reid | Aztec Grand Prix | Honda        |